# Aldeanueva de Santa Cruz
Aldeanueva de Santa Cruz ist eine Gemeinde und ein Ort mit 102 Einwohnern (Stand: 2024) in der spanischen Provinz Ávila der autonomen Gemeinschaft Kastilien und León. Sie ist Teil der Comarca El Barco de Ávila - Piedrahíta.

## Geographie
Der Hauptort der Gemeinde liegt auf einer Höhe von 1162 m. Es liegt an den Nordhängen der Sierra de Villafranca.
Nachbargemeinden:
| Nordosten: Santa María de los Caballeros | Norden: La Aldehuela      | Nordosten: La Aldehuela      |
| Westen: Santa María de los Caballeros    |                           | Osten: Avellaneda            |
| Südosten: Santa María de los Caballeros  | Süden: Santiago de Tormes | Südosten: Santiago de Tormes |

## Bevölkerungsentwicklung
| 1842 | 1857 | 1860 | 1877 | 1887 | 1897 | 1900 | 1910 | 1920 | 1930 | 1940 | 1950 | 1960 | 1970 | 1981 | 1991 | 2001 | 2011 | 2021 |
| ---- | ---- | ---- | ---- | ---- | ---- | ---- | ---- | ---- | ---- | ---- | ---- | ---- | ---- | ---- | ---- | ---- | ---- | ---- |
| 450  | 617  | 675  | 678  | 613  | 612  | 588  | 538  | 514  | 526  | 524  | 575  | 533  | 449  | 309  | 204  | 186  | 135  | 114  |